# Гафельный парус
Га́фельный па́рус — вид косого четырёхугольного паруса, называемого «трисель», см. рис. 1 — (10), в форме неправильной трапеции, получивший своё название от гафеля, наклонного рангоутного дерева (2), поднимаемого по мачте (1) и упирающегося в неё одним концом — пяткой (4), по которому крепится (растягивается) верхняя кромка (шкаторина) такого паруса.

## История
Гафельный парус появился в начале XVII века в результате усовершенствования латинского паруса. Впоследствии исторически гафельный парус был замещён бермудским.

## Общие сведения
Пятка гафеля снабжается усами (8), охватывающими мачту (собственно, и давших название гафелю — нидерл. gaffel, буквально «вилы», в другом источнике вила), концы которых стягиваются бейфутом (9). Пятка гафеля поднимается до места гафель-гарделью (13), а необходимый угол наклона придаётся с помощью дирик-фала (12).
Нижней кромкой (шкаториной) гафельный парус крепится к гику (5), передней шкаториной — к мачте при помощи сегарсов, рельса с ползунами или пришнуровывается слаблинем (№ 4 на рис. 2).
Часто устанавливается совместно с гаф-топселем. Гаф-то́псель — треугольный парус над гафелем, который своей нижней стороной (шкотовыми углами) крепится к гафелю, а вертикальной — к верхней части мачты над гафелем (или стеньге).

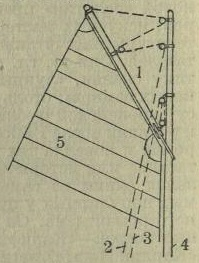
1—гафель, 2—дирикфал, 3—гафель-гардель, 4—мачта, 5—гафельный парус[3].
Рис. 1. Гафельный парус. На схеме: 1. Мачта 2. Гафель 3. Нок гафеля 4. Пятка гафеля 5. Гик 6. Нок гика 7. Пятка гика 8. Усы 9. Бейфут 11. Шпрюйт 12. Дирик-фал 13. Гафель-гардель
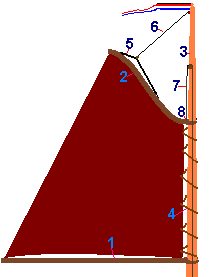
Рис. 2. Гафельный парус со слаблинем На схеме: 1. Гик 2. Гафель 3. Мачта 4. Слаблинь 5. Шпрюйт 6. Дирик-фал 7. Гардель 8. Бейфут.

- Рис. 1. Гафельный парус.
На схеме: 
1. Мачта
2. Гафель
3. Нок гафеля
4. Пятка гафеля
5. Гик
6. Нок гика
7. Пятка гика
 8. Усы
9. Бейфут
11. Шпрюйт
12. Дирик-фал
13. Гафель-гардель
- Рис. 2. Гафельный парус со слаблинем
На схеме: 
1. Гик
2. Гафель
3. Мачта
4. Слаблинь
5. Шпрюйт
6. Дирик-фал
7. Гардель
8. Бейфут.

## Шпринтовый парус
Шпринтовый парус — разновидность гафельного паруса с острым задним ноковым углом, растягиваемый диагонально поставленным штоком — шпринтовом, нижний конец которого упирается в стропку на мачте, а верхний — в задний ноковый угол паруса (см. рис. 3).

Рис. 3. Шпринтовый парус (значком «<-1» показан шпринтов).

## Комментарии
1. ↑  Нок — наружная (не примыкающая к мачте) оконечность рангоутного дерева, расположенного горизонтально или под некоторым углом к плоскости горизонта (гика, гафеля, рея и так далее).